# Géraldine Marchand-Balet
Pour les articles homonymes, voir Marchand.
Géraldine Marchand-Balet, née le 18 janvier 1971 à Sion (originaire de Grimisuat), est une personnalité politique suisse, membre du parti démocrate-chrétien (PDC). Présidente de la commune de Grimisuat de 2008 à 2019, elle est députée du canton du Valais au Conseil national de 2015 à 2019.

## Biographie
Géraldine Marchand-Balet a présidé un centre médico-social de 2009 à 2012. Depuis 2009, elle préside l’établissement médico-social Les Crêtes, qui regroupe les communes d’Arbaz, d’Ayent et de Grimisuat. Elle préside également depuis 2012 la société Grimsolar SA, société inédite qui permet aux habitants de Grimisuat de participer, en tant qu’actionnaires, au développement des énergies renouvelables, en particulier dans le domaine du solaire.
Géraldine Marchand-Balet est mère de deux enfants.

## Parcours politique
Affiliée au PDCVr, sa carrière politique débute en 2001 en tant que membre du Conseil communal de Grimisuat. Elle est élue à la vice-présidence de la municipalité en 2005, puis à sa présidence en 2009.[réf. nécessaire]
En mars 2013, Géraldine Marchand-Balet est élue (première du district de Sion) au Grand Conseil et intègre la Commission des finances. Elle annonce sa démission de son mandat cantonal en novembre 2015, après son élection au Conseil national, où elle fait son entrée en décembre 2015. Elle y est membre de la Commission de la science, de l'éducation et de la culture (CSEC) de 2015 à 2018 et de la Commission de l'environnement, de l'aménagement du territoire et de l'énergie (CEATE) de 2018 à 2019.
En juillet 2017, le Tages-Anzeiger la classe dernière de son rating des parlementaires de l'Assemblée fédérale les plus influents.
Le 11 janvier 2019, elle annonce officiellement ne pas se représenter au Conseil national et quitter progressivement la vie politique, après 20 ans d'activité.